# 付国豪
付国豪（1991年5月25日—2021年10月25日），天津人，曾任中华人民共和国《环球时报》新闻工作者。2019年8月，香港反修例事件期间在香港国际机场遭到示威者袭击和殴打，因其喊出「我支持香港警察，你們可以打我了」而引起轰动。

## 生平
付国豪生于天津市，曾用名付豪（大学时更為付国豪），父亲付成学是退伍军人，在天津市作家协会担任职务，现时于河东区文化馆工作。
2009年从天津市第四十五中学毕业，后被中国海洋大学工程学院机械设计制造及其自动化专业录取。于2011年转入文学与新闻传播学院学习，在学期间曾为学生社团海鸥剧社曲艺部成员，大四时在《天津日报》实习，于2015年拿到新闻学学位。
大学毕业后，他在北京世华万向资讯公司（多维新闻网）负责香港与台湾新闻的编辑工作两年。
2018年7月至2021年4月在《環球時報》下属环球网，並且兼任港澳台频道主编。
2019年9月22日，環球時報召開香港報導表彰會，付國豪獲頒獎金人民幣10萬元。
2021年4月20日，付國豪之父親付成学在今日头条個人帳號公佈，付国豪因為经济状况不允許在北京有安身之所，而且父母身體狀況的緣故，已從《環球時報》離職。
付国豪离职時，已患上抑郁症。據付國豪父親所述，付國豪在2019年8月回到北京後就出現變化，不與朋友往來，而且出現恐懼與人交流的創傷性症狀。經醫生診斷抑鬱症後長期利用休、病假的時間接受治療，也吃過一段時間的藥，但最終因病情拖累而選擇了離職。
2022年11月17日晚，付国豪父亲在今日头条個人帳號发文称付国豪已于2021年10月25日晚间因病去世，逝年三十周岁，並希望各界不要再打擾家人。其骨灰于2022年5月安放在天津憩园公墓。《亞洲週刊》稱付國豪死因為跳樓自殺。
2023年5月，付国豪父亲在今日头条个人账号（网名：傅诚学F）指责胡锡进称付国豪抑郁症原因与其相关，要求胡锡进在付国豪墓地祭拜。之后，付国豪父亲透露付国豪生前欠款67万。

## 事件
2019年反對逃犯條例修訂草案運動期間，付國豪於2019年8月13日晚在香港国际机场采访集會示威時时身穿記者反光衣，並近距離拍攝示威者样貌。示威者称，他们怀疑付國豪冒充記者進行拍摄，要求他出示記者證，并说付國豪“当即拔腿就跑”。他用英文稱自己只是遊客（tourist），且所持有的記者反光衣是由他人贈送。事后付国豪回忆，当时称自己是游客是为了“自保”和没有“引起争议的行为”，亦“没有任何违法”。他随后被示威者袭击及殴打，过程中他喊出“我支持香港警察，你們可以打我了”。
《環球時報》總編輯胡錫進表示付國豪雖然工作時間短，但表現優秀。因此被選中成為環球時報香港報導團的成員。付國豪的父親付成學於2019年8月14日接受《津雲》訪問時表示兒子到香港工作已經快一個月。胡锡进说截至他在香港机场被打时，他是该中國大陸媒体報道香港方面记者裡最年轻的。
2019年9月22日，《环球时报》召开香港报道表彰会，付国豪获得了10万元人民币的最高奖。
2021年1月8日，《环球时报》记者付国豪机场遇袭案的三名被告被诉暴动及袭击等罪成，赖云龙被判监63个月、毕慧芬被判监51个月，何家乐被判监66个月。

### 身份问题
付國豪的記者身份以及他在香港从事新闻工作的合法性受到媒體質疑。
2019年8月16日，《环球时报》主编胡锡进在接受《美国之音》采访时，被美国之音记者问道：“他当时没有拿出来正式的合法的记者签证或者工作签证，网上有人质疑。”胡锡进回答说：“他没有，他本身就没有记者证，因为他来环球网工作刚刚一年多，要取得记者证需要一套手续，那您都知道，他需要一套手续。”胡錫進此前在微博声明付國豪尚未完成取得记者證的程序，故無法出示記者證。中华人民共和国新闻出版总署颁布的《新闻记者证管理办法》第二章规定了一系列申领与核发的过程。
另外，在2019年8月13日的付国豪遇袭事件发生时，被发现一张付国豪的往来港澳通行证。美国之音记者2019年8月16日采访胡锡进时问：“那么他这次去香港采访、工作，他的签证是什么签证呢？”胡锡进回答：“这我不太清楚，这是他们记者部的，我不清楚，他们能怎么方便，就怎么去。因为我们有很多人，轮换着，这个去完了另一个人去，应该不是用公务签。公务签那需要记者证，是正式的公务签，可能不是公务签，他能怎么进去就怎么进去了……对报社来说，他去香港，能怎么方便就怎么去了。和其他同志没有任何区别。把他特别单独的特别对待，根本没有。”
2020年10月21日，付國豪在為自己遇襲在法庭作證時，称案發時他於《環球網》工作約一年，主要負責編輯工作，基本上不涉記者工作，故他案發時沒有於內地考取記者證。根据中华人民共和国新闻出版总署颁布的《新闻记者证管理办法》第二章第九条之规定，领取记者证需同时满足三个条件，其中包括“……经新闻机构正式聘用从事新闻采编岗位工作且具有一年以上新闻采编工作经历的人员”。
另外，付国豪的入境标签显示，他这次是以“访客”身份进入香港，入境时间是8月6日，被批准可逗留到8月13日。但他在香港机场抓到时，已是14日凌晨。港人质疑，付国豪已在香港逾期居留，并且以访客身份受聘于《环球时报》在香港工作，这都已违反香港法律。